# Stadsomwalling van Eindhoven
De stadsomwalling van Eindhoven is een stadswal die in vroegere tijden diende als bescherming tegen belegeringen en kanonsvuur rond de Binnenstad van de Nederlandse stad Eindhoven. 

## Situering
De stadsomwalling van Eindhoven lag rond de binnenstad en lag (met de klok mee) ter hoogte van de Vestdijk, Oude Stadsgracht, Wal, Keizersgracht, Emmasingel en 18 Septemberplein.

## Geschiedenis
Rond de 14e eeuw werd de stadsomwalling aangelegd.
In 1928-1929 werd de stadsgracht langs de Emmasingel, Keizersgracht en de Vestdijk gedempt.
In 1953 dempte men de Oude Stadsgracht, waarbij in 1954 het laatste deel van de gracht werd gedempt tussen het Stratumseind en de Vestdijk.

### Stadspoorten
- Woenselse Poort in het noorden (18 Septemberplein/Demer)[3]
- Gestelse Poort in het westen (Vrijstraat/Keizersgracht)[3]
- Stratumse Poort in het zuidoosten (Stratumseind/Oude Stadsgracht)[4]

### Bruggen
- Hoge Vonder in het zuidwesten (Grote Berg/Kerkstraat)[5]
- De oostelijke brug in het oosten (Ten Hagestraat/Kanaalstraat)[6]